# Іссикська золота людина

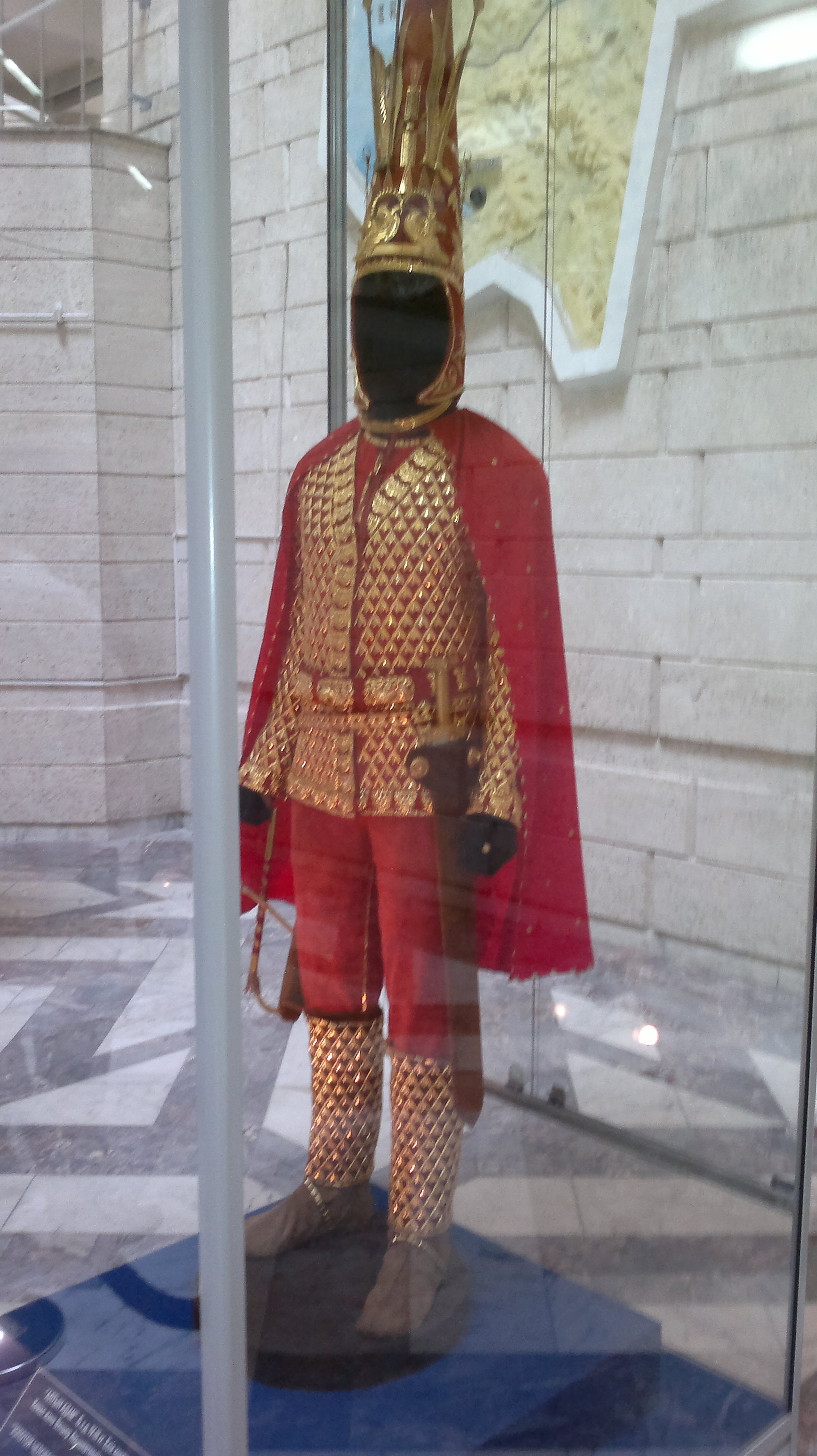
Парадний обладунок сакського царя із золотої луски на шкіряній основі, що є стилізованим обладунком катафрактарія

«Золота людина» (каз. Алтын Адам) — умовна назва археологічної знахідки, зробленої в 1969 році за 50 км від Алма-Ати в результаті розкопок кургану Іссик, що сягав висоти 6 метрів, а в діаметрі — 60 метрів.
Являє собою рештки сакського воїна в золотому одязі. Приблизний вік похованої там древньої людини — 18 років. Стать не встановлена. Останнім часом у зв'язку з знахідками в древніх похованнях на Алтаї запропоновано реконструкцію головного убору, що дозволяє припустити, що це останки молодої жінки. Похований(а) належав до саків-тіграхауда, бо мав гострий головний убір довжиною 70 см.
В могилі виявили понад 4 тисячі прикрас, виконаних з листового золота, що колись було нашите на одяг, взуття і головний убір, а також золоті персні, статуетки, бронзову та золоту зброю, різні посудини. У похованні було знайдено срібну чашу з 26 писемними знаками (так зване іссикське письмо). Знахідка датується V — VI століттям до н. е.. Напис на чаші досі не розшифровано.
Форма одягу і спосіб поховання наочно показують, що «Золота людина» була нащадком видатного сакського ватажка або членом царської сім'ї. Окремі казахстанські історики висувають припущення, що поховання належить усуню.

## Історія знахідки
У 1963 році потужним селевим потоком прорвало озеро Іссик. В результаті НП буквально змило багато будинків та виробничих будівель селища, в тому числі місцеву автобазу. У 1968 році Іссик отримав статус міста, внаслідок чого постала необхідність розвивати інфраструктуру районного центру. Серед інших завдань було будівництво нової автобази на в'їзді в місто. За Законом КазРСР «Про охорону пам'яток історії, археології та культури», після виділення земель під будівництво чого-небудь, необхідно проводити узгодження з уповноваженим органом на предмет знаходження на цій території пам'ятників історії. Для цього на місце виїхав археолог Бекен Нурмуханбетов з лаборантом і фотографом Олегом Медведєвим. На території майбутньої автобази і знаходився згаданий курган. Почалося його вивчення — протягом усього 1969 року зносився насип, а навесні 1970-го зробили розтин центрального поховання, яке виявилося пограбованим кілька разів. Коли роботи вже згорталися, Б. Нурмуханбетов, довіряючи своєму чуттю, попросив бульдозеристів «пройтися» ще раз на відстані з десяток метрів на північ від центрального поховання. Після декількох заходів ніж бульдозера наткнувся на дерев'яний зруб, що не був потривожений грабіжниками. Після зачистки всього зрубу, молодий археолог вирішив покликати співробітників, придушивши в собі професійне бажання взяти відкриття століття в свої руки. Після цього розкопки у свої руки взяв вчитель Нурмуханбетова Кемаль Акішев.
В даний час Бекен-ага відкрив на місці Іссикських курганів Музей просто неба, де є головним хранителем і «шіракрши» сакських курганів.

## Символ Казахстану
Скарби кургану Іссик, в тому числі точна копія «Золотої людини», експонувалися в Казахському музеї археології, що знаходиться в Алма-Аті, а тепер в Державному музеї золота і дорогоцінних металів Республіки Казахстан (Астана).
«Золота людина» на крилатому барсі стала одним з національних символів Казахстану. Копії сакського воїна встановлені в багатьох містах Казахстану, одна з них увінчує монумент незалежності Казахстану на головній площі Алма-Ати. На штандарті президента Казахстану також зображена фігура юного вождя епохи саків на крилатому барсі.
Також є медаль «10 років незалежності Республіки Казахстан» із зображенням «Золотої людини».

## Галерея

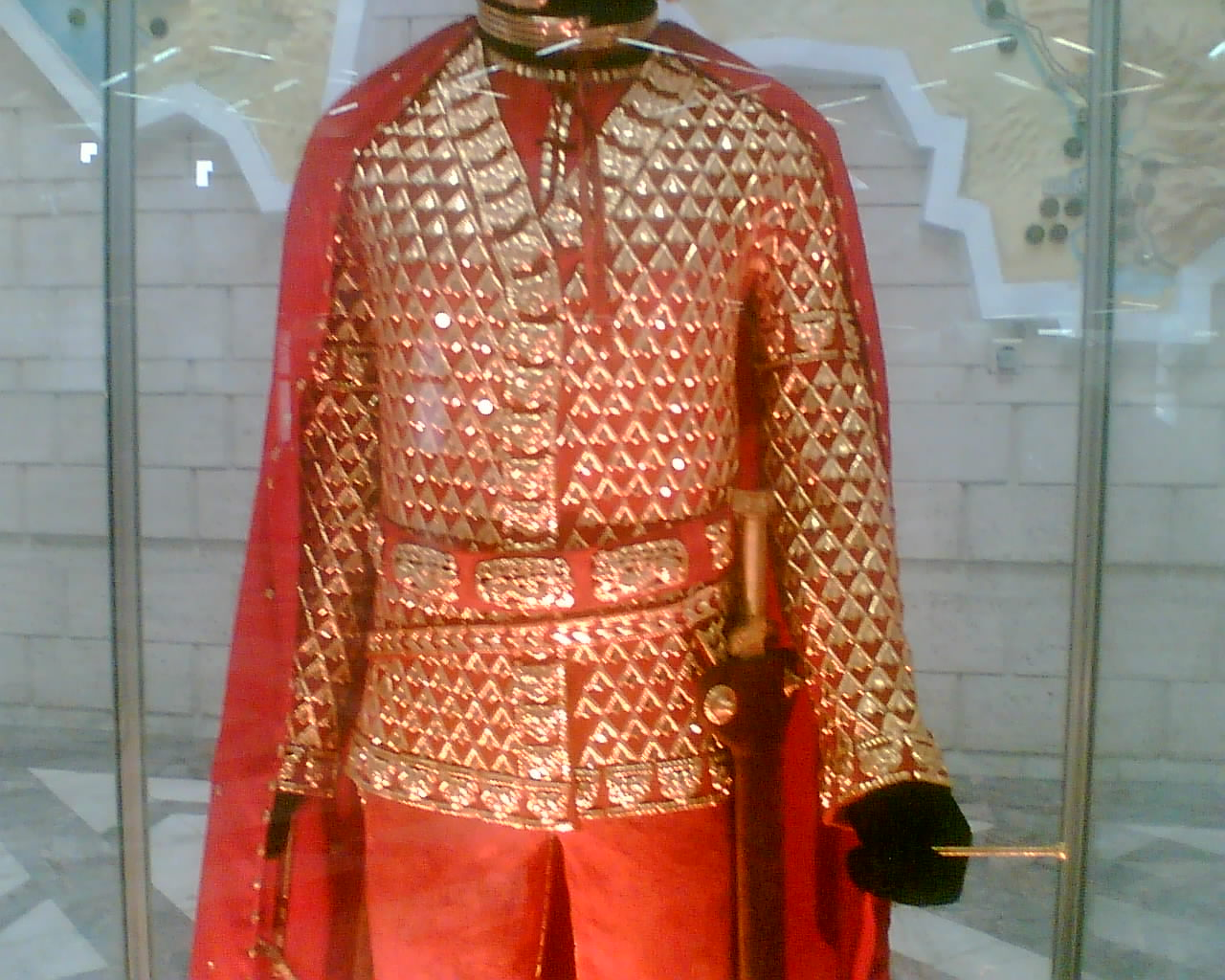
Іссикський золотий катафрактарій
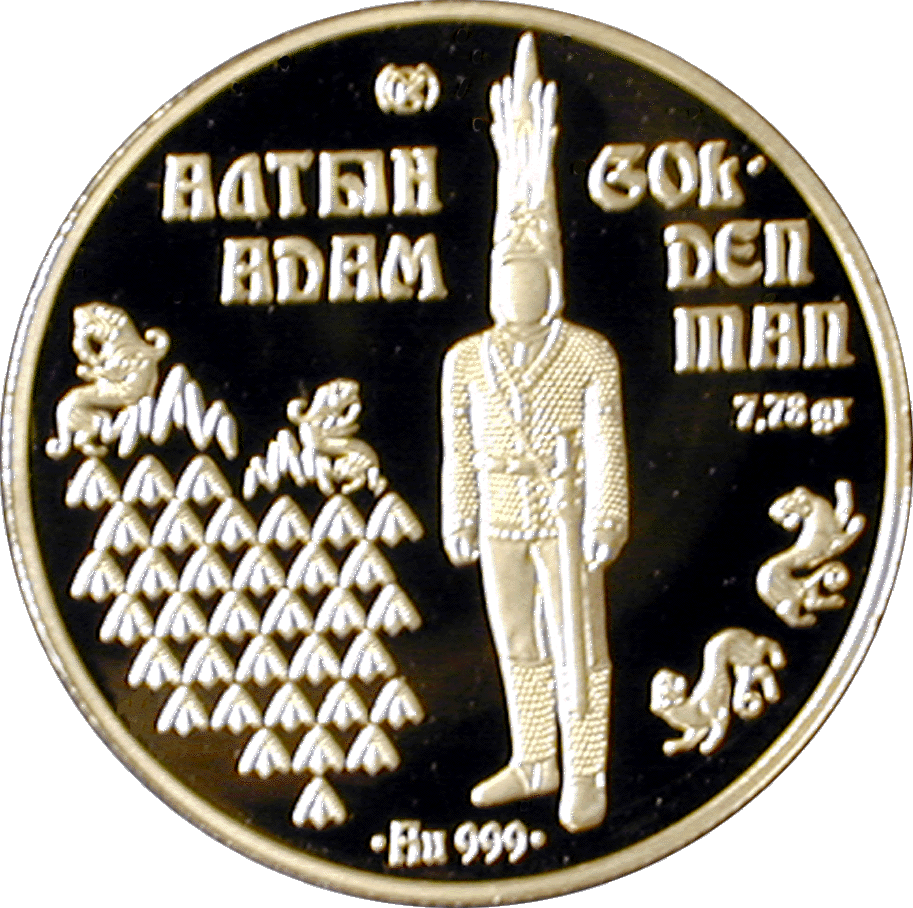
Зображення «Золотої людини» на пам'ятній золотій монеті Казахстану номіналом 1000 тенге
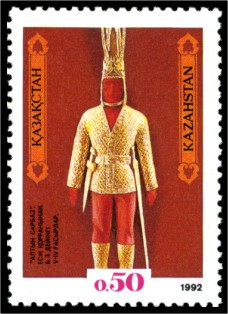
Марка Казахстану, присвячена «Золотій людині»